# Laroin
Laroin ist eine französische Gemeinde mit 1035 Einwohnern (Stand 1. Januar 2022) im Département Pyrénées-Atlantiques in der Region Nouvelle-Aquitaine. Die Gemeinde gehört zum Arrondissement Pau und zum Kanton Billère et Coteaux de Jurançon (bis 2015: Kanton Jurançon).
Der Name in der gascognischen Sprache lautet Laroenh. Die Einwohner werden Laroinais und Laroinaises genannt.

## Geographie
Laroin liegt in der historischen Provinz Béarn circa sieben Kilometer westlich und damit in der Unité urbaine von Pau.
Umgeben wird der Ort von den Nachbargemeinden:
|              | Lescar                                      | Lons     |
| Artiguelouve | Kompassrose, die auf Nachbargemeinden zeigt | Billère  |
| Saint-Faust  |                                             | Jurançon |

Laroin liegt im Einzugsgebiet des Flusses Adour am linken Ufer seines  Nebenflusses, dem Gave de Pau. Les Hiès, ein Nebenfluss des Gave de Pau, strömt zusammen mit seinem Zufluss, dem Ruisseau l’Arribeu, durch das Gebiet der Gemeinde.

## Geschichte
Die Reste eines ovalen gallo-römischen Militärlagers bezeugen eine frühe Besiedelung des Landstrichs. Im Mittelalter war Laroin mit den Dörfern Saint-Faust und Monhauba verbunden, ein Gebiet, das Arius-Raca, Bischof von Bazas dem Bistum Lescar im 11. Jahrhundert schenkte. Im gleichen Jahrhundert wurde Laroin in Pierre de Marcas Buch Histoire de Béarn auf Seite 246 erwähnt. Der strategische Standort des ehemaligen Lagers wurde im 12. Jahrhundert vom Bischof von Lescar als Festungsplatz umgebaut, der eine Burg „La Motte“ auf ihm errichtete. In der Volkszählung des Béarn im Jahre 1385 wurden in Laroin, nun zu Saint-Faust gehörend, 80 Haushalte gezählt und die Zugehörigkeit des Dorfes zur Bailliage von Pau festgehalten. Monhauba war ein Viertel am Ufer des Gave, das in den großen Überschwemmungen des Flusses im 16. und im 17. Jahrhundert weggetragen wurde, die letzten Überreste vermutlich bei der großen Überschwemmung von 1774. Im gleichen Jahr wurde Laroin von Saint-Faust per königlichen Dekret unabhängig.
Toponyme und Erwähnungen von Laroin waren:
- Laroenh (1243, Kopialbuch des Archidiakonats von Ossau),
- Laroeinh (1540, Manuskriptsammlung des 16. bis 18. Jahrhunderts),
- lo cami de la nau de Laroinh (1645, Volkszählung von Lescar, gleichzeitig Hinweis auf eine Fähre zwischen Lescar und Laroin),
- Laroing (1750, Karte von Cassini) und
- Laroin (1793 und 1801, Notice Communale bzw. Bulletin des lois).[5][6][7]

### Einwohnerentwicklung
Nach einem ersten Höchststand von über 600 Einwohnern in der ersten Hälfte des 19. Jahrhunderts fiel die Einwohnerzahl bis zu den 1940er Jahren auf rund 350 zurück, bevor ein kräftiges Wachstum einsetzte, das bis heute anhält und die Einwohnerzahl auf über 1000 ansteigen ließ.
| Jahr      | 1962 | 1968 | 1975 | 1982 | 1990 | 1999 | 2006 | 2009 | 2022  |
| --------- | ---- | ---- | ---- | ---- | ---- | ---- | ---- | ---- | ----- |
| Einwohner | 426  | 490  | 601  | 721  | 805  | 849  | 901  | 952  | 1.035 |

## Städtepartnerschaften
Laroin unterhält seit 1975 eine Städtepartnerschaft mit Lumbier in Spanien.

## Sehenswürdigkeiten

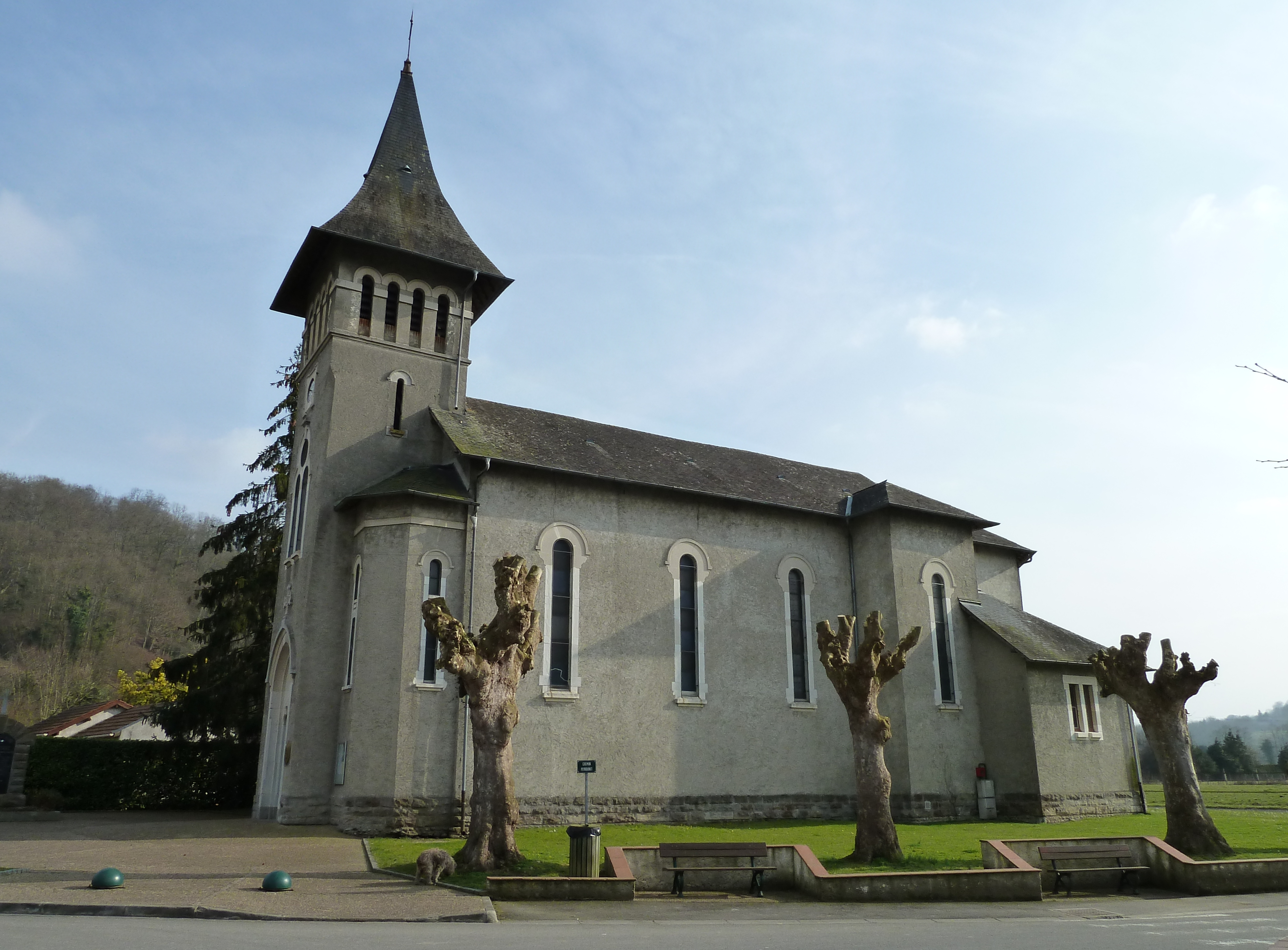
Pfarrkirche Saint-Vincent de Xaintes

- Pfarrkirche von Laroin. Sie ist gleich zwei Heiligen geweiht, ursprünglich Vinzenz von Valencia, einem Märtyrer des Hispanien im 4. Jahrhundert und nach der Errichtung der neuen Kirche auf Wunsch der Gemeindemitglieder auch Vinzenz von Paul, Begründer der neuzeitlichen Karitas. Das frühere Gotteshaus wurde zwischen 1902 und 1903 abgerissen und zwischen 1903 und 1905 nach Plänen des Architekten Jules Noutary aus Pau neu gebaut. Der Glockenturm über dem Eingangsvorbau ähnelt dem von der Kirche von Lys, an dem Jules Noutary ebenfalls mitgearbeitet hat. Die Pfarrkirche hat einen Grundriss von der Form eines lateinischen Kreuzes. Das einschiffige Langhaus mit einer Länge von fünf Jochen ist mit einem Kreuzrippengewölbe gedeckt und wird von zwei Seitenkapellen flankiert.[10][11] Eine Besonderheit der Kirche ist das Weihwasserbecken, das eine Wiederverwendung des Kapitells einer Säule korinthischer Ordnung aus der gallorömische Zeit ist. Der Marmor, aus dem er erschaffen wurde, stammt vermutlich aus dem Ossautal. Die Säule könnte sich in den Thermen von Jurançon oder Saint-Faust de Bas befunden haben.[12]

## Wirtschaft und Infrastruktur

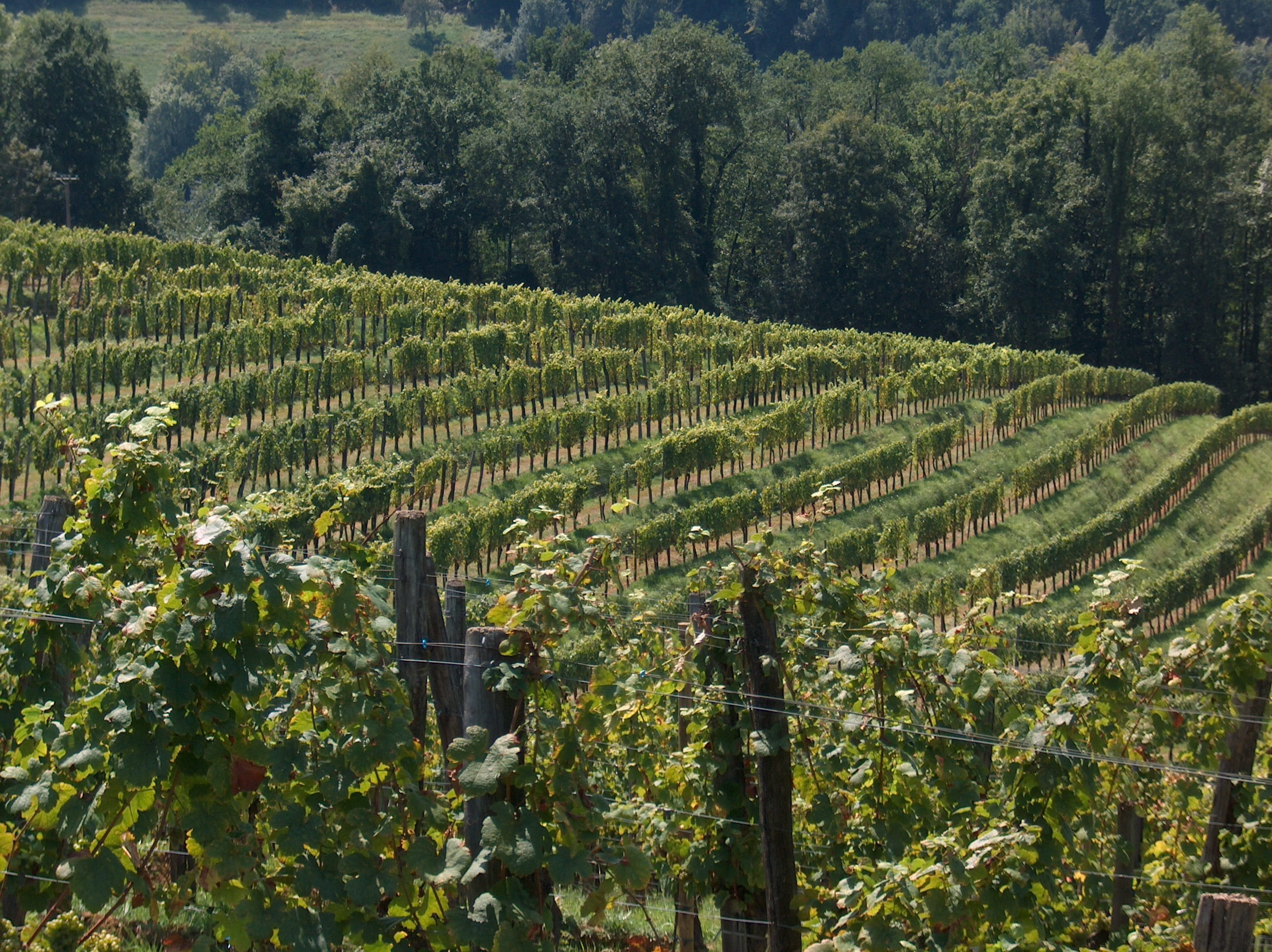
Weinberge der Domaine de Souch in Laroin

Handel und Dienstleistungen bestimmen die Wirtschaft der Gemeinde bedingt durch die Nähe zu Pau. Die „Domaine de Souch“ baut auf einer Fläche von sieben Hektar seit 20 Jahren biologischen Wein der AOC Jurançon an.
Laroin liegt in den Zonen AOC der Weinbaugebiete Jurançon und Béarn sowie des Ossau-Iraty, eines traditionell hergestellten Schnittkäses aus Schafmilch.

### Bildung
Die Gemeinde verfügt über eine öffentliche Vor- und Grundschule.

### Sport und Freizeit
Der Fernwanderweg GR 783 von Artiguelouve nach Lourdes, dessen Verlauf einer alten Römerstraße folgt, führt durch das Ortszentrum.
Der Radweg Véloroute Pyrénées-Gave-Adour, der Laroin mit Tarsacq verbindet, führt seit 2012 auf einer Länge von 13 km am Ufer des Gave de Pau entlang. Er ist Teil eines Projekts, das in Zukunft Bayonne mit dem Mittelmeer über einen Radweg verbinden soll.
Der Lac de Laroin befindet sich auf der anderen Uferseite des Gave de Pau, der sich leicht über eine Fußgängerbrücke aus Kohlenstofffaser überqueren lässt. Ein Rundweg von 4,4 km Länge, der sich zu einem Weg von 1,3 km Länge abkürzen lässt, führt um den See.
Der 9,1 km lange Rundweg „Boucle du Couday“ mit einem Höhenunterschied von 300 m führt von der Fußgängerbrücke über den Gave zu Aussichtspunkten und Weinbergen.
Die Firma Iktus bietet Anglern u. a. von Karpfen (zwischen acht und 33 kg), Stören (bis 60 kg), Welsen (bis 100 kg), Graskarpfen, Hechten, Zandern, Schwarzbarschen 15 umzäunte Angelplätze am See ebenso wie Ferienhäuser zur Miete.

### Verkehr
Laroin ist angeschlossen an die Routes départementales 217, 230, 502 und 802 und ist über eine Linie des Busnetzes Transports 64 mit Pau und anderen Gemeinden des Départements verbunden.